# Rauf Denktaş
Rauf Raif Denktaş (26. januar 1924 i Pafos på Cypern – 13. januar 2012) var grundlæggeren af og den første præsident for Nordcypern, en de facto statsdannelse kun anerkendt af Tyrkiet.